# Drosophila aureopallescens
Drosophila aureopallescens är en tvåvingeart som beskrevs av Pipkins 1964. Drosophila aureopallescens ingår i släktet Drosophila och familjen daggflugor.
Artens utbredningsområde är Colombia och Panama.